# Петрозаводский уезд
Петрозаво́дский уе́зд — административная единица Олонецкой губернии Российской империи и Карельской трудовой коммуны (с 1923 года Карельская АССР) РСФСР.

## Общие сведения
По площади занимал 20416,8 км2 (19134,8 кв. вёрст), население по состоянию на 1897 год составляло 79712 человек, на 1905 год — 74137 человек.
Уездный город — Петрозаводск.

## История

### В составе Российской империи
Уезд образован именным указом Екатерины II от 24 августа (4 сентября) 1776 года и первоначально вошёл в состав Олонецкой области Новгородского наместничества (образованы этим же указом). Именным указом от 21 марта (1 апреля) 1777 года поселение Петровский завод было преобразовано в уездный город и переименовано в Петрозаводск. Именным указом от 11 (22) декабря 1781 года уезд вместе с областью был передан в состав Санкт-Петербургской губернии. В 1784 году Петрозаводск становится губернским городом Олонецкого наместничества.
Именным указом Павла I от 12 (23) декабря 1796 года введена новая сетка губернского деления Российской империи, в которой Олонецкое наместничество отсутствовало. По докладу Сената, утверждённому императором 15(26) июля 1799 года, Петрозаводский уезд был передан в состав Новгородской губернии. Одновременно в состав уезда была включена часть территории упразднённого Пудожского уезда.

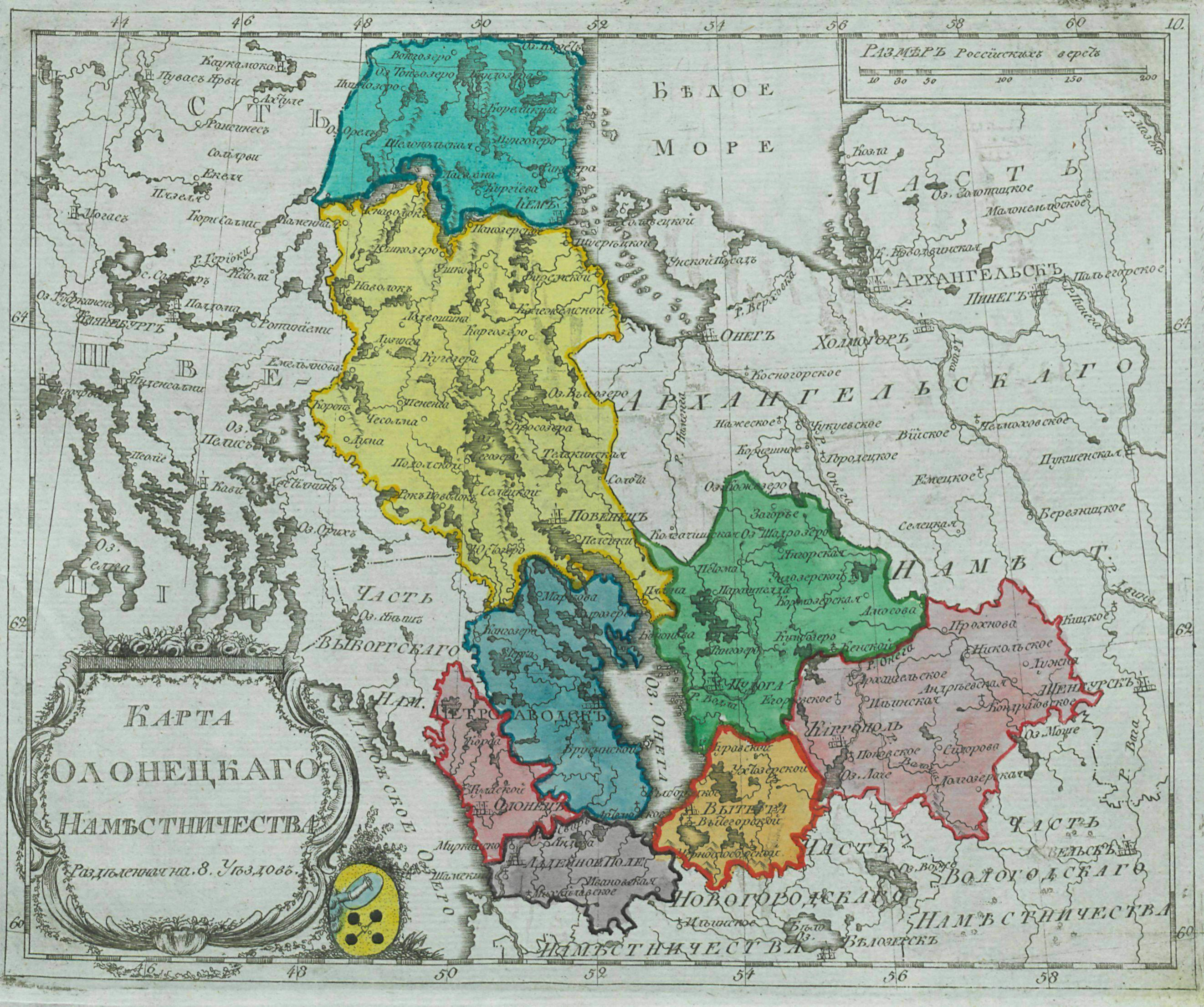
Петрозаводский уезд, 1792 год

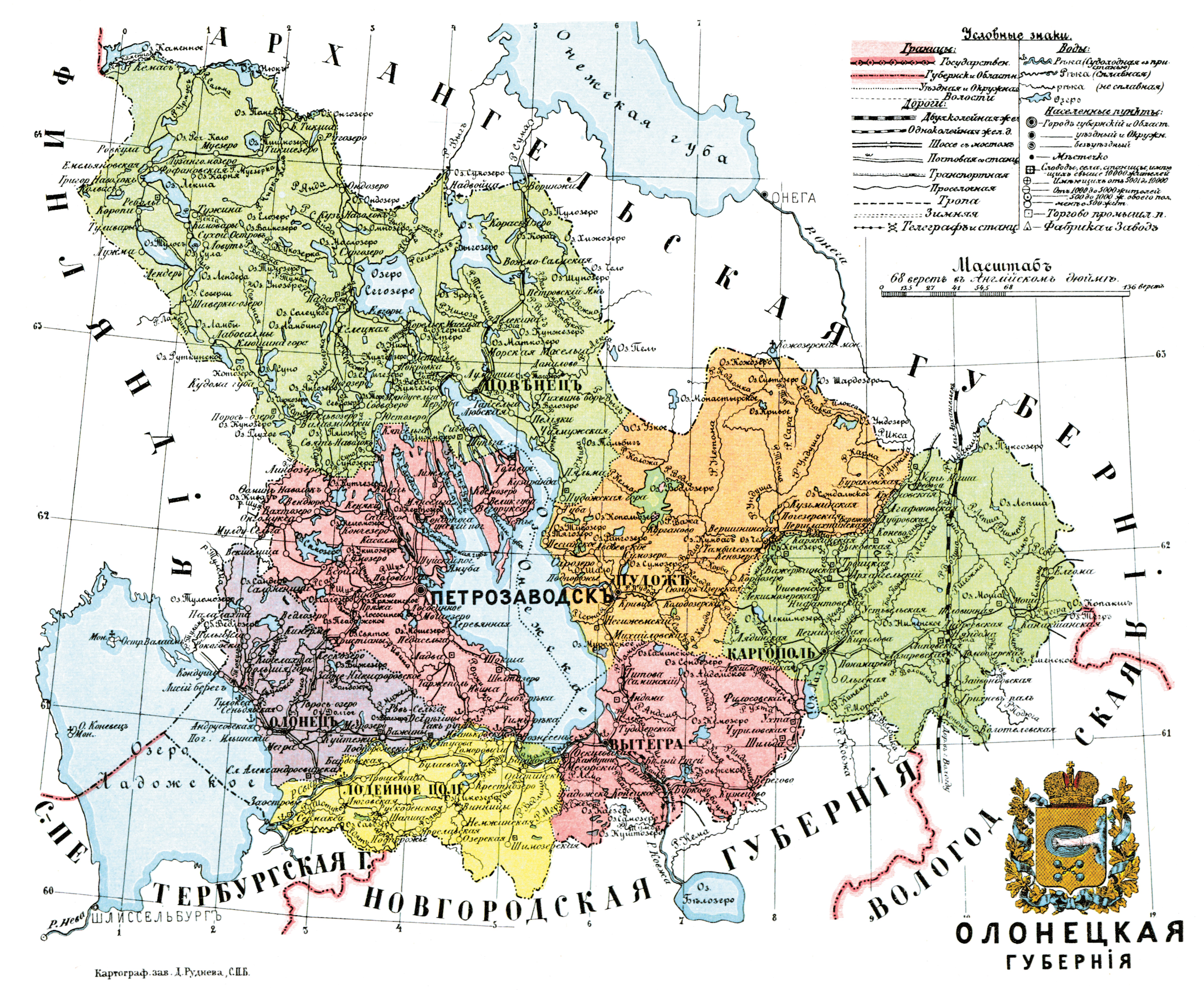
Петрозаводский уезд, 1913 год

С вступлением на престол Александра I именным указом от 9 (21) сентября 1801 года Олонецкая губерния была восстановлена, и Петрозаводский уезд стал её частью. Именным указом от 10 (22) октября 1802 года восстановлен Пудожский уезд и, таким образом, Петрозаводский уезд вернулся к границам екатерининского времени.
В 1867 году в составе уезда было 7 волостей: Кижская, Остречинская, Петропавловская, Салменижская, Толвуйская, Шелтозерско-Бережная, Шуйская. К 1916 году их число возросло до 15: Великогубская, Кижская, Кондопожская, Ладвинская, Остречинская, Святозерская, Сенногубская, Спасо-Преображенская, Сямозерская, Тивдийская, Типиницкая, Толвуйская, Шелтозерско-Бережная, Шуйская, Ялгубская.

### При советской власти
Декретом ВЦИК от 8 июня 1920 года была образована Карельская трудовая коммуна, а декретом ВЦИК и СНК РСФСР от 4 августа 1920 года определены её границы. Из Петрозаводского уезда в состав Коммуны включались город Петрозаводск и волости: Деревянская, Кондопожская, Кончезерская, Святозерская, Спасо-Преображенская, Сунская, Сямозерская, Тивдийская, Шуйская, Ялгубская. Остальная часть уезда декретом ВЦИК и СНК РСФСР от 12 сентября 1920 года включена в состав Олонецкой губернии. Постановлением НКВД РСФСР от 30 сентября 1920 года Ладвинская, Остречинская, Шелтозерская волости были включены в состав Лодейнопольского уезда, Великогубская, Кижская, Сенногубская, Кузарандская, Толвуйская, Типиницкая волости — в состав Повенецкого уезда. В сентябре 1923 года из 5 западных волостей Петрозаводского уезда — Паданской, Порос-Озерской, Ребольской, Ругозерской и Кимас-Озерской, был образован Паданский уезд с центром в селе Паданы.
Декретом ВЦИК от 20 сентября 1926 года утверждено и с 1 октября введено в действие следующее административное деление Петрозаводского уезда: город Петрозаводск и волости: 1) Кондопожская (центр — село Кондопога), 2) Ладвинская (центр — село Ладвинский погост), 3) Мяндусельгская (центр — с. Мяндусельга), 4) Петровская (центр — с. Спасская Губа), 5) Прионежская (центр — город Петрозаводск), 6) Святозерская (центр — село Святозеро), 7) Сямозерская (центр — село Эссойла), 8) Шуйская (центр — с. Ивановское), 9) Шелтозерско-Бережная (центр — с. Шелтозерский погост).
Постановлением Президиума ВЦИК от 29 августа 1927 года Петрозаводский уезд был упразднён вместе с остальными уездами АКССР. Территория уезда была распределена между вновь образованными районами следующим образом:
- Кондопожская волость — вошла в состав Кондопожского района, кроме деревни Карташи, переданной в состав Петровского района;
- Ладвинская волость — полностью вошла в состав Прионежского района;
- Мяндусельгская волость — полностью вошла в состав Медвежьегорского района;
- Петровская волость — полностью вошла в состав Петровского района;
- Прионежская волость — полностью вошла в состав Прионежского района;
- Святозерская волость — полностью вошла в состав Святозерского района;
- Сямозерская волость — полностью вошла в состав Сямозерского района;
- Шуйская волость — вошла в состав Прионежского района, кроме Сунского сельсовета, переданного в состав Кондопожского района;
- Шелтозерско-Бережная волость — полностью вошла в состав Шелтозерского района;
- город Петрозаводск получил статус города республиканского (АССР) подчинения.

## Состав уезда
- Великогубская волость (волостной центр — Великогубский Погост)
- Кондопожская волость (Кондопога)
- Ладвинская волость (Погост)
- Остречинская волость (Воробьёва)
- Святозерская волость (Святозеро)
- Сенногубская волость
- Спасопреображенская волость (Спасская Губа)
- Сямозерская волость (Сямозерский Погост)
- Тивдийская волость
- Толвуйская волость
- Шелтозерско-Бережная волость (центр — Еремеев Посад, волость ранее входила в Лодейнопольский уезд)
- Шуйская волость (Ивановская)
- Ялгубская волость

## Географическое положение
По состоянию на начало XX века Петрозаводский уезд располагался в западной части Олонецкой губернии и граничил с Выборгской губернией на западе, с Олонецким уездом на юго-западе, с Лодейнопольским уездом на юго-востоке и Повенецким уездом на севере.

### Современное состояние
На данный момент большая часть территории уезда входит в следующие районы Республики Карелия: Прионежский, Пряжинский, Кондопожский, Медвежьегорский, а также Петрозаводский городской округ.